# Camp Rock (soundtrack)
Camp Rock är soundtracket till Disney Channel originalfilmen Camp Rock, släppt den 17 juni 2008. Sångerna från albumet fanns tillgängliga på filmens officiella hemsida en vecka, från och med den 10 juni 2008. Själva soundtracket hade premiär i Radio Disney den 14 juni 2008. I Sverige så var soundtracket tillgängligt den 24 september 2008.
Den 16 november 2008 släpptes en karaoke/instrumental version av soundtracket. Den är inte tillgänglig på iTunes, utan kan istället köpas i butiker som exempelvis Wal-Mart i USA.

## Låtlista
| Nr           | Titel            | Artist(er)                                     | Längd |
| ------------ | ---------------- | ---------------------------------------------- | ----- |
| 1.           | We Rock          | Camp Rock cast                                 | 3:12  |
| 2.           | Play My Music    | Jonas Brothers                                 | 3:18  |
| 3.           | Gotta Find You   | Joe Jonas                                      | 4:02  |
| 4.           | Start the Party  | Jordan Francis                                 | 3:00  |
| 5.           | Who Will I Be    | Demi Lovato                                    | 3:07  |
| 6.           | This Is Me       | Demi Lovato, Joe Jonas                         | 3:09  |
| 7.           | Hasta La Vista   | Jordan Francis, Roshon Fegan                   | 2:37  |
| 8.           | Here I Am        | Renee Sandstrom                                | 3:46  |
| 9.           | Too Cool         | Meaghan Jette Martin                           | 2:52  |
| 10.          | Our Time Is Here | Demi Lovato, Aaryn Doyle, Meaghan Jette Martin | 3:25  |
| 11.          | 2 Stars          | Meaghan Jette Martin                           | 2:55  |
| 12.          | What It Takes    | Aaryn Doyle                                    | 2:42  |
| Total längd: | Total längd:     | Total längd:                                   | 39:26 |

- I Skandinavien så släpptes en speciell utgåva som innehöll den svenska, norska och danska versionen av sången "This Is Me".
- Den svenska versionen, "Här Är Jag", framfördes av Vendela Palmgren och What's Up.

## Albumlistor
| Lista (2008)                       | Topplacering |
| ---------------------------------- | ------------ |
| Australien (ARIA Charts)           | 13           |
| Kanada (Canadian Albums Chart)     | 2            |
| Frankrike (SNEP)                   | 23           |
| Italien (Compilations Chart)       | 1            |
| Mexiko (AMPROFON)                  | 2            |
| Nya Zeeland (RIANZ)                | 5            |
| Spanien (PROMUSICAE)               | 3            |
| Storbritannien (Compilation Chart) | 13           |
| USA Billboard 200                  | 3            |
| USA (Billboard Top Soundtracks)    | 1            |

### Certifikat
| Land                    | Certifikat | Försäljning |
| ----------------------- | ---------- | ----------- |
| Frankrike (SNEP)        | Guld       | 50,000      |
| GCC (IFPI Mellanöstern) | Guld       | 3,000       |
| Mexiko (AMPROFON)       | Platina    | 80,000      |
| Nya Zeeland (RIANZ)     | Guld       | 7,500       |
| Spanien (PROMUSICAE)    | Platina    | 80,000      |
| Storbritannien (BPI)    | Silver     | 60,000      |
| USA (RIAA)              | Platina    | 1,000,000   |

## Internationella versioner
| Sång                            | Originaltitel     | Land           | Språk        | Artist(er)                         |
| ------------------------------- | ----------------- | -------------- | ------------ | ---------------------------------- |
| "Verrockt"                      | "We Rock"         | Tyskland       | Tyska        | Killerpilze                        |
| "We Rock"                       | "We Rock"         | Taiwan         | Mandarin     | Y2J                                |
| "We Rock"                       | "We Rock"         | Frankrike      | Franska      | Cynthia & Félix                    |
| "Start the Party"               | "Start The Party" | Spanien        | Spanska      | Ismael García                      |
| "Lo que soy (Acoustic version)" | "This Is Me"      | USA            | Spanska      | Demi Lovato                        |
| "This Is Me"                    | "This Is Me"      | Nederländerna  | Engelska     | Nikki Kerkhof                      |
| "Sono Io"                       | "This Is Me"      | Italien        | Italienska   | Ariel & Stefano Centomo            |
| "Être moi"                      | "This Is Me"      | Frankrike      | French       | Sheryne                            |
| "Den Jeg Er"                    | "This Is Me"      | Danmark        | Danska       | Allan Hyde & Sine Vig Kjaegaard    |
| "Här är jag"                    | "This Is Me"      | Sverige        | Svenska      | Vendela Palmgren & What's Up       |
| "SiapaKu"                       | "This Is Me"      | Malaysia       | Malajiska    | Suki Low                           |
| "Sånn er jeg"                   | "This Is Me"      | Norge          | Norska       | Bjørn Muri & Tomine Harket         |
| "Oto ja"                        | "This Is Me"      | Polen          | Polska       | Ewa Farna & Kuba Molęda            |
| "This Is Me"                    | "This is Me"      | Filippinerna   | Engelska     | Julianne & Miguel Escueta          |
| "So bin ich"                    | "This is Me"      | Tyskland       | Tyska        | Isabella Soric & Florian Ambrosius |
| "Here I Am"                     | "Here I Am"       | Storbritannien | Engelska     | Brad Kavanagh                      |
| "Dale Un Respiro Al Amor"       | "2 Stars"         | Spanien        | Spanska      | Ismael García                      |
| "Dos Estrellas"                 | "2 Stars"         | Mexiko         | Spanska      | Carla Medina                       |
| "Duas Estrelas"                 | "2 Stars"         | Brasilien      | Portugisiska | Thays Gorga                        |
| "Asta-s eu"                     | "This Is Me"      | Rumänien       | Rumänska     | Rucsy & Catalin Josan              |